# Elio
Elio es una película animada por computadora de ciencia ficción y aventura de 2025 producida por Walt Disney Pictures y Pixar Animation Studios y distribuida por Walt Disney Studios Motion Pictures. Escrita y dirigida por Adrián Molina (en su debut como director de largometraje), producida por Mary Alice Drumm y con la producción ejecutiva de Pete Docter, está protagonizada por Yonas Kibreab, Zoe Saldaña, Jameela Jamil y Brad Garrett. La historia sigue a un niño de once años llamado Elio Solís (Kibreab) que accidentalmente se convierte en el embajador intergaláctico del planeta Tierra después de ser transportado al Communiverse por extraterrestres para hacer contacto. Mientras tanto, la mayor Olga (Zoe), la tía (y tutora) de Elio, dirige un proyecto militar de alto secreto.
Elio es la tercera película animada de Pixar que aborda el género de ciencia ficción, después de WALL·E (2008) y Lightyear (2022). La película se anunció oficialmente en la D23 Expo en septiembre de 2022, con Molina y Drumm ya vinculados al proyecto, mientras se revelaba el casting.
La película se estrenó el 20 de junio de 2025.

## Argumento
Tras la muerte de sus padres, el joven Elio Solís vive con su tía Olga, mayor de la Fuerza Aérea que renunció a sus aspiraciones de ser astronauta para criar a su sobrino. Elio se adentra en una exposición cerrada de la nave espacial Voyager 1, donde queda maravillado ante la idea de descubrir otras formas de vida en el espacio exterior.
Años después, Elio desea ser abducido por extraterrestres. Todos los días, se queda tendido en la playa esperando, pero sin resultado. Una noche, dos chicos, Bryce y Caleb, manipulan su radioaficionado, lo que provoca una pelea que le lesiona el ojo. En el trabajo de Olga, Elio se cuela en una reunión de emergencia donde el teórico de la conspiración Gunther Melmac afirma haber encontrado evidencia de extraterrestres respondiendo a la Voyager, sugiriendo que envían un mensaje de respuesta, pero es despedido por Olga y sus colegas. Elio usa el dispositivo de Melmac para enviar su mensaje, lo que provoca un apagón en la base militar, casi costándole el trabajo a Olga. Enfurecida por las acciones de Elio, Olga decide enviarlo a un campamento juvenil, al que él teme.
En el campamento, Elio escapa una noche de unos matones que intentan asustarlo. De vuelta en la base militar, Olga recibe extraños mensajes del espacio exterior en respuesta a Elio. Justo cuando Elio se enfrenta a una paliza, una nave alienígena llega y lo secuestra. Dentro de la nave espacial, conoce a OOOOO, una supercomputadora líquida, y es bienvenido al Communiverso, donde los extraterrestres comparten el conocimiento de sus mundos. Otros embajadores lo declaran erróneamente candidato a embajador de la Tierra, pensando que él creó la nave espacial Voyager. Antes de que Elio pueda aclararlo, asisten a una reunión de emergencia con Lord Grigon, un señor de la guerra rechazado que amenaza con tomar el Communiverso por la fuerza. Los embajadores planean devolver a Elio a la Tierra, pero él decide negociar con Grigon para su incorporación inmediata como embajador. OOOOO crea un clon de Elio para ocupar su lugar en la Tierra. Olga trae al Otro Elio a casa desde el campamento después de enterarse de la pelea anterior.
Mientras tanto, Elio intenta negociar con Grigon, pero tras enfurecerlo sin querer, es encarcelado. Al intentar escapar, se encuentra con el hijo de Grigon, Glordon, y decide usarlo como moneda de cambio para que Grigon abandone el Comunitario. Regresan al Comunitario, y Grigon acepta dejarlos en paz a cambio del regreso sano y salvo de Glordon.
Elio y Glordon se confían: Elio se siente solo e incomprendido por su tía, mientras que Glordon se resiste a convertirse en una máquina de guerra como su padre. Elio idea un plan de clonación para mantenerlos unidos. Sube al verdadero Glordon a una nave de escape y le da a Grigon la falsa. Grigon se da cuenta del cambio y usa los poderes de lectura mental de Questa para localizarlos. Grigon envía tropas a buscar a su hijo, mientras que Questa, entristecida por el engaño de Elio, lo regresa a casa para evadir a Grigon. Mientras tanto, Glordon activa accidentalmente la nave, rumbo a la Tierra.
De vuelta a casa, Elio está devastado, pero pronto ve a su tía en la playa buscándolo con su clon, de quien ya sospechaba que no era el verdadero Elio. Tras reconciliarse, se dirigen a la base militar, donde se ha contenido la lanzadera de Elio. Después de que el Otro Elio se sacrifica para distraer a los militares, Elio y Olga se cuelan en la base y encuentran a Glordon moribundo en la lanzadera. La pilotan de vuelta al Comuniverso y piden ayuda a Bryce y Melmac para evitar los escombros espaciales.
Al llegar al Comunitario, devuelven a Glordon a su padre, quien le rasga el traje para envolverlo en la manta. Grigon se disculpa con su hijo y los embajadores, y Elio es recibido de nuevo como embajador. Elio declina la oferta, alegando que la Tierra es su hogar, y se despide. Questa le recuerda que nunca está solo antes de enviarlo a él y a Olga a casa.
En una escena a mitad de los créditos, Elio y Bryce continúan contactando a Glordon a través de una radio de radioaficionado.
En una escena poscréditos, un lagarto mira un teléfono, y toca varias veces el emoji de lagarto mientras se escucha una voz diciendo: "Lizard". (A modo de promoción de la siguiente película del estudio, Hoppers.)

## Reparto de voz
- Yonas Kibreab como Elio Solís
- Zoe Saldaña como Olga Solís
- Jameela Jamil como Embajadora Questa
- Brad Garrett como Lord Grigon

## Producción

### Desarrollo
El 9 de septiembre de 2022, durante la D23 Expo, Pixar anunció una nueva película titulada Elio, con Adrian Molina listo para dirigir y Mary Alice Drumm listo para producir.Habría marcado el debut como director en solitario de larga duración de Molina después de haber codirigido y coescrito a Coco (2017). Al mismo tiempo, Molina y Drumm hablaron de la película ayudando a plantear la pregunta: «¿Y si te dijera que no estamos solos en el universo, y que todo lo que has oído sobre los extraterrestres es cierto» Poco después, el anuncio llegó con un fallo de pantalla planeado y un mensaje con un texto alienígena que decía: «Llévanos a tu líder».
El 12 de junio de 2024, el director creativo de Pixar, Pete Docter, reveló que la directora de Turning Red (2022), Domee Shi, estaba trabajando en la película.Ella fue anunciada oficialmente como la nueva directora en el evento de fans de D23 el 9 de agosto de 2024, junto a Madeline Sharafian con Molina dejando la película para trabajar en un nuevo proyecto, aunque, según se informa, él retiene su crédito como director.

### Casting
El 9 de septiembre de 2022, durante la D23 Expo, se anunció que America Ferrera y Yonas Kibreab habían sido elegidos para los papeles principales de voz de Olga Solís y Elio, respectivamente. El 13 de junio de 2023, con el lanzamiento del tráiler y el póster, Jameela Jamil y Brad Garrett se unieron al elenco de voces de la película.Según se informa, Ferrera se retiró en agosto de 2024 debido por sus problemas de agenda, la personaje de Olga fue cambiada como la tía de Elio con la voz de Zoe Saldaña.

### Regreso de losbloopers
Los bloopers, o tomas falsas, son equivocaciones en donde se presentan escenas en las cuales los personajes cometen errores durante la filmación ficticia de la película. Escenas artificiales de este tipo se incluyeron al final de las películas de Pixar A Bug's Life, Toy Story 2 o Monsters, Inc. con sus personajes durante escenas de la película. Después de 20 años, Pixar trae de regreso este tipo de escenas en Elio durante los creditos finales.

## Estreno
Inicialmente, Elio estuvo programada para ser estrenada en cines en los Estados Unidos el 1 de marzo de 2024. Elio hubiera sido una de las dos entregas de Pixar en 2024, y hubiera sido seguida por Inside Out 2 en junio. Sin embargo en octubre de 2023, Elio fue retrasada al 13 de junio de 2025. La razón declarada fue la Huelga SAG-AFTRA 2023, aunque también se cree que la cinta estaba teniendo problemas de producción, ya que Pixar siempre graba las voces con anticipación, y la cinta ya debería haber terminado su trabajo con los actores. En febrero de 2025 la fecha de estreno fue retrasado una semana al 20 de junio para no competir con Cómo entrenar a tu dragón.

### Marketing
Tras el anuncio del proyecto, el primer vistazo al arte conceptual de la película se lanzó el 9 de septiembre de 2022. Joshua Meyer de /Film dijo que «parece como el tipo de narración fresca y original sobre la que Pixar construyó su marca». El 13 de junio de 2023 se lanzó un avance con «Good Feeling» de Austin French. Ethan Anderton de /Film dijo: «Lo que añade algo de encanto a esta historia es el hecho de que Elio no es exactamente el niño más seguro de sí mismo. Aunque es artístico y creativo, también es más bien un niño de interior que no encaja con sus compañeros. Pero tal vez estar entre un grupo de extraterrestres que no son humanos le dará la oportunidad de establecer una conexión sin ninguna presión social. Esta podría ser la oportunidad que Elio necesita para salir de su caparazón». Pauli Poisuo de Looper dice que si bien «obviamente no revela demasiado de la historia, ciertamente parece magnífico e intrigante».